# Équipe d'Équateur masculine de volley-ball
L'équipe d'Équateur de volley-ball est composée des meilleurs joueurs équatoriens sélectionnés par la Fédération Equatorienne de Volleyball (Federación Ecuatoriana de Voleibol, FEV). Elle est actuellement classée au 98e rang de la FIVB au 15 janvier 2010.

## Sélection actuelle
Sélection pour les Qualifications aux championnats du Monde de 2010.

Entraîneur :  Carol Elizalde ; entraîneur-adjoint :  Yamel Mera

## Palmarès et parcours

### Parcours

#### Championnat d'Amérique du Sud
| - 1951 : non participant - 1956 : non participant - 1958 : non participant - 1961 : non participant - 1962 : non participant - 1964 : 5e - 1967 : non participant - 1969 : 7e - 1971 : non participant - 1973 : non participant | - 1975 : non participant - 1977 : 7e - 1979 : non participant - 1981 : non participant - 1983 : 7e - 1985 : non participant - 1987 : non participant - 1989 : non participant - 1991 : non participant - 1993 : non participant | - 1995 : non participant - 1997 : non participant - 1999 : non participant - 2001 : non participant - 2003 : non participant - 2005 : non participant - 2007 : non participant - 2009 : non participant |